# Entity-Methode
Die Entity-Methode ist eine Form der Discounted Cash-Flow-Methode zur Unternehmensbewertung. In der Finanzwirtschaft ist die Entity-Methode auch als Bruttomethode bekannt. Das Gegenteil ist Equity-Methode, genannt auch Nettomethode. 
Bei der Bruttomethode wird zuerst der Barwert aller zufließenden Zahlungsströme bei unterstellter vollständiger Eigenfinanzierung des Bewertungsobjekts, nach Steuern (Free-Cashflow), ermittelt. Vom Marktwert des Gesamtkapitals wird dann der Marktwert des Fremdkapitals abgezogen, um den Marktwert des Eigenkapitals zu erhalten.
Zur Entity-Methode gehören:
- APV-Ansatz (Adjusted Present Value)
- WACC-Ansatz (Weighted Average Cost of Capital)
- TCF-Ansatz (Total Cash Flow)